# Hermann Brehmer
Hermann Brehmer, född 14 augusti 1826 och död 28 december 1889, var en tysk tuberkulosläkare.
Brehmer studerade först naturvetenskap, och blev medicine doktor 1853. Brehmer var en av de första, som kraftigt hävdade och senare bevisade, att lungtuberkulos i viss utsträckning kan botas genom att de sjuka kommer under gynnsammast möjliga förhållanden utifrån hygienisk synvinkel med frisk luft, kraftig näring och härdning. År 1854 framkastade han tanken på anstaltsvård. 1859 upprättades sanatoriet i Görbersdorf (Schlesien), vilket länge förblev det ledande i Tyskland. Brehmer var dess chef intill sin död. Bland hans skrifter märks Die Gesetze und die Heilbarkeit der chronischen Tuberculose der Lunge (1856), Die Therapie de chronischen Lungenschwindsucht (1887, andra upplagan 1889).